# Euctenurapteryx
Euctenurapteryx is een geslacht van vlinders van de familie spanners (Geometridae), uit de onderfamilie Ennominae.

## Soorten
- E. maculicaudaria Motschulsky, 1866
- E. paralellaria Leech, 1891